# Fabricación inteligente
La Fabricación inteligente o manufactura inteligente, es una amplia categoría que emplea manufactura integrada por computador, altos niveles de adaptabilidad y cambios rápidos de diseño, tecnología de información digital y una capacitación más flexible de la fuerza laboral técnica. Otros objetivos incluyen a veces cambios rápidos en los niveles de producción basados en la demanda, la optimización de la cadena de suministro, la producción y la capacidad de reciclaje. En este concepto, como fabricación inteligente tiene sistemas interoperativos, modelización y simulación dinámica a múltiples escalas, automatización inteligente, fuerte seguridad cibernética y sensores en red.
La amplia definición de fabricación inteligente abarca muchas tecnologías diferentes. Algunas de las tecnologías clave en el movimiento de la fabricación inteligente incluyen grandes capacidades de procesamiento de datos, dispositivos y servicios de conectividad industrial y robótica avanzada.

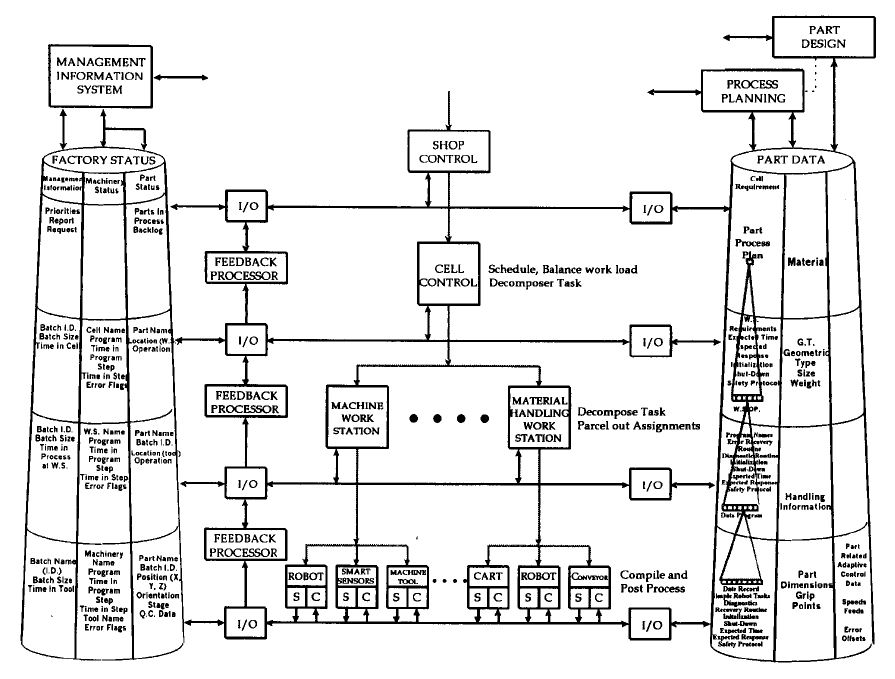
Gráfico de un sistema de control de fabricación de muestras que muestra la interconexión del análisis de datos, la computación y la automatización.

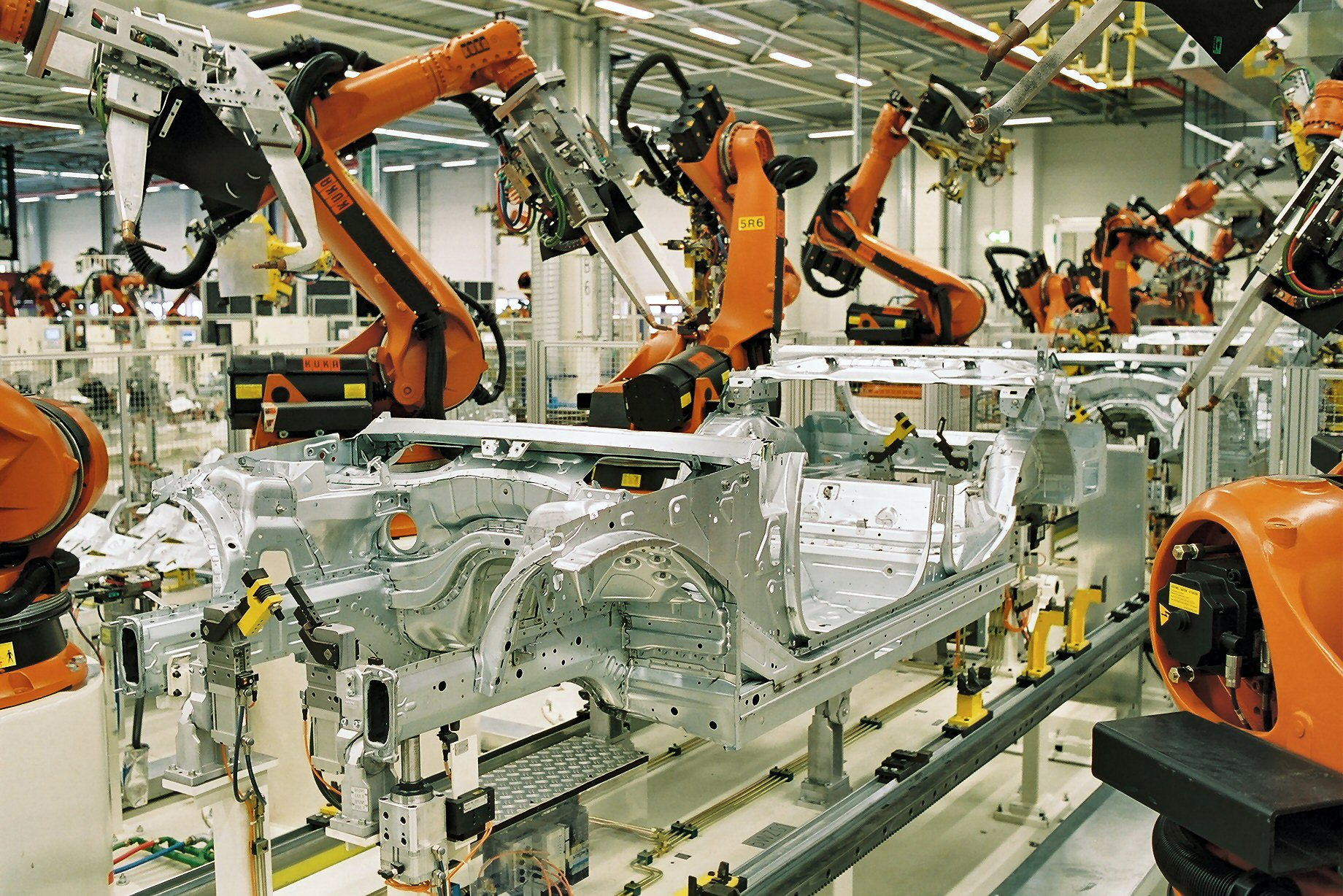
La robótica avanzada utilizada en la producción de automóviles.

## Procesamiento de big data
La fabricación inteligente utiliza análisis de big data, para refinar los procesos complicados y gestionar las cadenas de suministro. El análisis de big data se refiere a un método para reunir y comprender grandes conjuntos de datos en términos de lo que se conoce como las tres V es, velocidad, variedad y volumen. La velocidad informa la frecuencia de la adquisición de datos, que puede ser concurrente con la aplicación de datos anteriores. La variedad describe los diferentes tipos de datos que pueden manejarse. El volumen representa la cantidad de datos. El análisis de big data permite a una empresa utilizar la fabricación inteligente para predecir la demanda y la necesidad de cambios en el diseño en lugar de reaccionar a los pedidos realizados.
Algunos productos tienen sensores incorporados, que producen grandes cantidades de datos que pueden utilizarse para comprender el comportamiento de los consumidores y mejorar las futuras versiones del producto.

## Robótica avanzada
Los Robots industriales avanzados, también conocidos como máquinas inteligentes, operan de forma autónoma y operan directamente con los sistemas de fabricación. En algunos contextos de fabricación avanzada, pueden trabajar con humanos para tareas de co-ensamblaje. Evaluando la información sensorial y distinguiendo entre las diferentes configuraciones de productos, estas máquina son capaces de resolver problemas y tomar decisiones independientes de las personas. Estos robots son capaces de completar el trabajo más allá de lo que fueron programados inicialmente para hacer y tienen inteligencia artificial que les permite aprender de la experiencia. Estas máquinas tienen la flexibilidad de ser reconfiguradas y re-propulsadas. Esto les da la capacidad de responder rápidamente a los cambios de diseño y a la innovación, lo cual es una ventaja competitiva sobre los procesos de fabricación más tradicionales. Un área de preocupación que rodea a la robótica avanzada es la seguridad y el bienestar de los trabajadores humanos que interactúan con los sistemas robóticos. Tradicionalmente, se han tomado medidas para segregar a los robots de la mano de obra humana, pero los avances en la capacidad cognitiva de los robots han abierto oportunidades, como los cobots, para que los robots trabajen en colaboración con las personas.

## Dispositivos y servicios de conectividad industrial
Aprovechando las capacidades de la Internet, los fabricantes pueden aumentar la integración y almacenamiento de datos. El empleo de la nube permite a las empresas acceder a recursos informáticos altamente configurables. Esto permite que los servidores, las redes y otras aplicaciones de almacenamiento se creen y se liberen a un ritmo rápido. Las plataformas de integración de las empresas permiten al fabricante recoger datos difundidos por sus máquinas, que pueden rastrear métricas como el flujo de trabajo y el historial de las máquinas. La comunicación abierta entre los dispositivos de fabricación y las redes también puede lograrse mediante la conectividad a Internet. Esto abarca desde tabletas hasta sensores de automatización de máquinas y permite que las máquinas ajusten sus procesos basándose en la información de dispositivos externos.

## Impresión 3D
A partir de 2019, la impresión en 3D se utiliza principalmente en la creación rápida de prototipos, la iteración de diseños y producción a escala pequeña. Las mejoras en la velocidad, la calidad, y los materiales podrían hacerla útil en la producción en masa y la personalización en masa.

## Eliminando las ineficiencias y los peligros del lugar de trabajo
La fabricación inteligente también puede atribuirse a la vigilancia de las ineficiencias del lugar de trabajo y a la asistencia en la seguridad de los trabajadores. La optimización de la eficiencia es un gran objetivo para los que adoptan sistemas "inteligentes", que se realiza mediante la investigación de datos y la automatización del aprendizaje inteligente. Por ejemplo, se puede dar a los operadores tarjetas de acceso personal con Wi-Fi y Bluetooth incorporados, que pueden conectarse a las máquinas y a una plataforma en la nube para determinar qué operador está trabajando en cada máquina en tiempo real. Se puede establecer un sistema "inteligente" inteligente e interconectado para fijar un objetivo de rendimiento, determinar si el objetivo es obtenible e identificar las ineficiencias a través de objetivos de rendimiento fallidos o retrasados. En general, la automatización puede aliviar las ineficiencias debidas a errores humanos. Y en general, la IA en evolución elimina las ineficiencias de sus predecesores.
La seguridad de los trabajadores puede aumentarse mediante un diseño seguro e innovador y el incremento de las redes integradas de automatización. Esto se hace bajo la idea de que los técnicos están menos expuestos a entornos peligrosos a medida que la automatización madura. Si tiene éxito, una menor supervisión humana y la instrucción de los usuarios para la automatización desviarán las preocupaciones de seguridad en el lugar de trabajo.

## Impacto de la industria 4.0
Industria 4.0 es un proyecto de la estrategia de alta tecnología del gobierno alemán que promueve la informatización de industrias tradicionales como la manufactura. El objetivo es la fábrica inteligente (Smart Factory) que se caracteriza por la adaptabilidad, la eficiencia de los recursos y la ergonomía, así como la integración de los clientes y socios comerciales en los procesos comerciales y de valor. Su base tecnológica consiste en sistemas ciberfísicos y la Internet de las cosas.
Este tipo de "fabricación inteligente" hace un gran uso de:
- Conexiones inalámbricas, tanto durante el montaje de los productos como en las interacciones a larga distancia con ellos;
- Sensores de última generación, distribuidos a lo largo de la cadena de suministro y los mismos productos (Internet de las cosas)
- Elaboración de una gran cantidad de datos para controlar todas las fases de construcción, distribución y uso de un bien.

European Roadmap "Factories of the Future" y la alemana "Industrie 4.0″ ilustran varias de las líneas de acción a emprender y los beneficios conexos. Algunos ejemplos son:
- Los avanzados procesos de fabricación y la rápida creación de prototipos harán posible que cada cliente pida un producto único sin un aumento significativo de los costes.
- Las plataformas de Fábrica Virtual Colaborativa (VF) reducirán drásticamente el coste y el tiempo asociados al diseño de nuevos productos y a la ingeniería del proceso de producción, explotando la simulación completa y las pruebas virtuales a lo largo del Ciclo de Vida del Producto.
- Los dispositivos de interacción avanzada entre el hombre y la máquina (HMI) y de realidad aumentada (AR) ayudarán a aumentar la seguridad en las plantas de producción y a reducir la demanda física de los trabajadores (cuya edad tiene una tendencia creciente).
- El aprendizaje automático será fundamental para optimizar los procesos de producción, tanto para reducir los plazos de entrega como para reducir el consumo de energía.
- Los sistemas ciberfísicos y la comunicación entre máquinas (M2M) permitirán reunir y compartir datos en tiempo real de la planta de producción a fin de reducir los tiempos muertos y de inactividad mediante la realización de un mantenimiento predictivo eficaz.

## Paradigmas de la fabricación inteligente
En esta sección se examinan las principales visiones del futuro de la fabricación inteligente y para cada una de ellas se presentan diferentes ejemplos de las principales organizaciones industriales y de investigación.

### Los sistemas físicos cibernéticos en la fabricación inteligente
Como uno de los principales elementos de la Industria 4.0, los sistemas ciberfísicos juegan un papel importante en el futuro de los sistemas de fabricación inteligente.
Capa de conexión
Los sistemas, los comentarios, las máquinas y los seres humanos son partes esenciales de los sistemas de fabricación y sus contribuciones dependen en gran medida de su conexión con el resto de los elementos de fabricación. Por ejemplo, un operador puede requerir inteligencia avanzada del sistema de producción para tomar las decisiones más eficientes para programar las órdenes de mantenimiento o de producción. Las tecnologías de comunicación avanzadas, como la tecnología 5G, mejorarían considerablemente la conectividad entre los sistemas de fabricación.
Capa cibernética
Esta capa es un centro de almacenamiento de datos en el que se utilizan grandes herramientas de análisis de datos para una mejor y más eficiente toma de decisiones. Un gemelo digital puede realizarse en esta capa integrando el ciberespacio a los componentes físicos a través de la Internet táctil. Además, se pueden utilizar métodos basados en la similitud para realizar comparaciones entre máquinas y ayudar a mejorar el diagnóstico de fallos y a aumentar su eficiencia..
Capa de cognición
En esta capa se utilizan herramientas infográficas para presentar los resultados de los estudios analíticos a los usuarios. Se pueden utilizar sencillos gráficos de radar y tendencias de degradación para una simple representación del estado de salud del componente. Entonces los operadores pueden tomar fácilmente una decisión basada en los datos presentados.
Diferentes técnicas de Inteligencia Artificial y enfoques inspirados en las Neurociencias se pueden utilizar para emular las experiencias socio-cognitivas de los operadores y tecnólogos y dotar a las máquinas de capacidades cognitivas artificiales.
Capa de configuración
En esta capa, las decisiones tomadas en la capa de Cognición se aplican al sistema físico para hacer que los sistemas se autoadapten, se autoconfiguren y sean auto-resistentes.

## Estadística
El Ministerio de Economía Comercio e Industria, de Corea del Sur anunció el 10 de marzo de 2016 que había ayudado a construir fábricas inteligentes en 1.240 pequeñas y medianas empresas, lo que según dijo dio como resultado un promedio de 27,6% de disminución de productos defectuosos, un 7,1% de producción más rápida de prototipos y un 29,2% de reducción de costos.

## Acción y efectos
De la perspectiva de Siemens',  hay tres elementos centrales de esta evolución:
1. Ejecución de la fabricación. La ejecución de la manufactura jugará un papel aún más importante. El grado de conectividad entre el nivel de automatización y el sistema de ejecución de la fabricación (MES) aumentará significativamente, también a través de las fronteras de las empresas y lugares. La integración de los niveles de planificación de recursos empresariales (ERP) y MES también avanzará para lograr una transparencia completa, así como la conectividad con los datos empresariales. Esto significa que toda la información necesaria estará disponible en tiempo real.
2. La fusión del ciclo de vida del producto y la producción. El segundo elemento central es la fusión del ciclo de vida del producto y la producción basada en un modelo de datos común. Esto permitirá a los fabricantes hacer frente a los desafíos que resultan de ciclos de vida de los productos cada vez más cortos, tanto en el ámbito técnico como en el comercial.
3. Sistemas cibernéticos. Los sistemas ciberfísicos son una base para el aumento de la flexibilidad de fabricación que da lugar a un menor tiempo de comercialización. Estas unidades de producción pueden integrarse con flexibilidad en los procesos de producción existentes. Los sistemas ciberfísicos combinan las comunicaciones, la tecnología de la información, los datos y los elementos físicos utilizando tecnologías básicas, entre ellas las redes de sensores; la infraestructura de comunicaciones por Internet; el procesamiento inteligente y en tiempo real y la gestión de eventos; el aprovisionamiento de grandes cantidades de datos y de datos; los programas informáticos incorporados para la lógica; y las operaciones y la gestión automatizadas de las actividades sistémicas en todas las empresas..